# Ostrov (Piešťany)
Ostrov (deutsch Ostrowe, ungarisch Osztró) ist eine Gemeinde in der Slowakei.
Der Ort wurde 1131 zum ersten Mal schriftlich erwähnt. Zu ihr gehört der Ort Malé Orvište (deutsch Kleinorwische, ungarisch Kisőrvistye), der 1974 eingemeindet wurde.

## Bevölkerung
| Jahr                | 1994 | 2004    | 2014    | 2024    |
| ------------------- | ---- | ------- | ------- | ------- |
| Anzahl der Personen | 1165 | 1154    | 1236    | 1210    |
| Unterschied         |      | −0,94 % | +7,10 % | −2,10 % |

| Jahr                | 2023 | 2024    |
| ------------------- | ---- | ------- |
| Anzahl der Personen | 1221 | 1210    |
| Unterschied         |      | −0,90 % |